# Hypselocara
Hypselocara Millidge, 1991 è un genere di ragni appartenente alla famiglia Linyphiidae.

## Distribuzione
L'unica specie oggi attribuita a questo genere è stata reperita in Venezuela.

## Tassonomia
A dicembre 2011, si compone di una specie:
- Hypselocara altissimum (Simon, 1894)[3] — Venezuela